# Kan Chazan

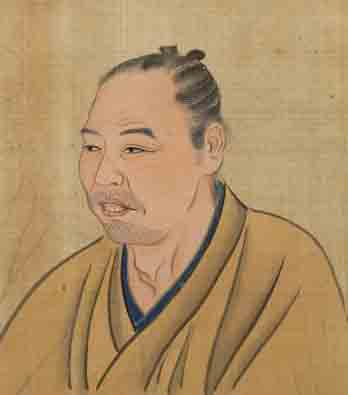
Kan Chazan

Kan Chazan (jap. 管 茶山, auch: Kan Sazan; * 29. Februar 1748 in Kawakita, Yasuna-gun, Provinz Bingo (heute: Kawakita, Kannabe-chō, Fukuyama, Präfektur Hiroshima); † 3. Oktober 1828) war ein japanischer Kanshi-Dichter und konfuzianischer Gelehrter.

## Name
Chazan war sein Schriftstellername. In seiner Kindheit hatte er als Namen (yōmyō) Kitarō (喜太郎), sein Name nach der Volljährigkeitszeremonie (gempuku) war Momosuke (百助), sein wirklicher Name (imina) Tokinori (晋帥), sein azana Reikei (礼卿) und sein Rufname Tachū (太中/太仲).

## Leben
Kans Vater war Sake-Brauer und ein begüterter Landwirt. Kan studierte von 1766 bis 1770 in Kyōto, dann in Ōsaka bei Nawa Rodō die Lehren des Konfuzius und bei Wada Yasuzumi chinesische Medizin. Dann kehrte er in seine Heimatstadt zurück, wo er 1781 die Kanshi-Schule Kōyō sekiyō sonsha (黄葉夕陽村舎), später Renjuku (廉塾) genannt, gründete. Er veröffentlichte die Kanshi-Sammlung Kōyō sekiyō sonshashi (黄葉夕陽村舎詩) sowie einen Essayband unter dem Titel Fude no susabi (筆のすさび).

## Anerkennung
Seine Akademie Renjuku und sein Wohnhaus wurden als Ensemble 1953 zur nationalen Besonderen Historischen Stätte (Tokubetsu Shiseki) erklärt und sein Grab 1940 zur präfekturalen historischen Stätte. Zudem wurde das Heimatkundemuseum seiner Heimatstadt nach ihm benannt (菅茶山記念館, Kan Chazan Kinenkan).
Am 2. Februar 1999 wurde der Asteroid (6846) Kansazan nach ihm benannt.